# Rhynchosia hauthalii
Rhynchosia hauthalii är en ärtväxtart som beskrevs av Carl Ernst Otto Kuntze. Rhynchosia hauthalii ingår i släktet Rhynchosia och familjen ärtväxter. Inga underarter finns listade i Catalogue of Life.